# Казанский тупик
Каза́нский тупи́к — ныне не существующая улица в центре Москвы в районе Якиманка рядом с Казанским переулком.

## История
Как и Казанский переулок, тупик назван по расположенному рядом храму во имя иконы Казанской Божьей Матери у Калужских ворот. Исчез Казанский тупик в начале 1970-х годов, когда был разрушен храм и впоследствии заново застроена территория. В настоящее время здесь находится Министерство юстиции РФ.

## Описание
Казанский тупик отходил от Казанского переулка. По нечётной стороне к нему примыкали дома Долгоруковского приюта и церкви Казанской Божьей Матери, а по чётной стороне — дома Якиманской полицейской части.